# En lektion i kärlek (film, 1940)
En lektion i kärlek är en tysk komedifilm från 1940 i regi av Erich Engel, med manus av Fritz Schwiefert. Jenny Jugo gör filmens huvudroll, hon medverkade även i 10 andra filmer av regissören. Filmen kom att ha svensk biopremiär i april 1941.

## Handling
Dr. Elisabeth Hansen är en framgångsrik och attraktiv matematiklärare. Professor Karl Klinger nedvärderar henne, men kommer på andra tankar då det blir hon som med framgång får undervisa hans elever efter att han råkat ut för en olycka. 

## Rollista
- Jenny Jugo - Dr. Elisabeth Hansen
- Albert Matterstock - Karl Klinger
- Heinz Salfner - skoldirektören
- Hans Schwarz Jr. - Jahnke
- Hans Richter - Heinz Müller
- Gustav Waldau - Nießer
- Hugo Werner-Kahle - skolråd
- Paul Bildt - universitetsprofessor